# 莆田系
莆田系是一个由来自福建省莆田市的从业者经营的民营医药体系，其资本和主要人员背景主要来自该市境内的东庄镇。
2014年，全世界范围内的莆田籍从事医疗行业的企业家共同发起成立了莆田（中国）健康产业总会， 其总顾问为前国务委员、全国人大副委员长陈至立。据媒体报道，莆田系掌握着中国大陆80%的民营医疗份额。

## 概述
1980年代，位于东庄镇的陈德良通过自己研制的偏方，在本地成为著名的皮肤病（疥瘡）游医，之后他招收门徒，开始向全国进军。他们最初在電線桿上张贴性病、皮膚病等小廣告宣传，在中国大陆各地賺到「第一桶金」，后来改在電視與報紙刊登廣告。主要治療項目有性病、鼻炎、狐臭、肝炎、風濕、皮膚病等。莆田系最主要的势力是由詹氏家族、林氏家族、陈氏家族和黄氏家族四个家族组成。
这些游医最初沒有地建診間，但看中部分地方醫院經營不善的瑕疵，便改采取找医院承包科室的手法，将不合法的莆田系开始推向合法化与隐秘连锁的规模化发展。1998年，被外界称为“中国打假第一人”的王海，对备受社会诟病的性病游医展开调查，并发现中国全国所有性病游医几乎均来自福建省莆田市东庄镇。尽管由王海掀起的打击性病游医风波，对莆田系的扩张造成沉重打击，发展却并没因此结束，非法的科室雖陸續被打倒，但半合法的莆田系倖存下來，相反，他们通过转型升级获得进一步发展乃至於更為猖狂。
官方在2000年注意到此現象，国务院曾发布指导意见，政府的非营利医疗机构不得与其他组织合作营利性的“科室”、“病区”、“项目”。2004年，承包科室被卫生部列入严打之列，众多莆田系合作项目因此被强行终止。后来王海发现，莆田系醫院一直利用虛假宣傳包裝假醫生的形式，向輕症患者誇大或虛構病情，以不必要的假醫療行為斂財。此外，莆田系医院在线客服的“医生”均为没有接受专业医学教育的人员，他们通过自學的形式培訓成为“医生”，以百度百科为培训教材。
而在2000年代被揭露之后，部分未剷除的莆田系面臨改变经营模式，反而擴大了經營範圍；有些并用重金聘请職業道德觀念缺乏的公立医院医生當作掩護，乾脆通过兼并虧損的公立医院为私立医院逐渐形成主流，以及向部分公立医院领导送礼争取私下以公立名義合作；至今，莆田系已掌握中国大陆80%的民营医疗市场。大多数莆田系医院遊走法律邊緣，一般來說不受診常見重大疾病、不進行正規醫療，主要通过比較隱晦专治旁门左症的方式，疯狂进行广告宣传和现金输出，获取接觸大量慢性病患的入口，推銷販賣偏方醫藥品（甚至是食鹽水、安慰劑等冒充的假藥）為主；比如百度貼吧出卖“病友吧”、“血友病吧”给莆田系，获取大量佣金。莆田系还向医疗产业的上游发展，通过生产低質医药、医疗仪器等，并多在莆田系医院内部綑綁傾销，以远高于市场均价的价格售賣给患者获取大量收益。经营成功的医院会扩大规模，而经营失败的医院会转移地点。在百度2013年260亿元人民币的广告收入中，有120亿来自莆田系医院。而在以救人為主的正當醫療場所中，部分公立医院的诊所和中心因為腐敗，仍然受到莆田系的控制，以至於2016年爆发有人因病延誤治療而死的魏则西事件，印证了这一问题逐漸嚴重化。该事件爆出後，一些「莆田系」網站目前已无法打开，包括上海柯萊遜生物技術有限公司官網、西安交通大學第一附屬醫院生物免疫治療中心官網、蘭州大學第一醫院生物免疫治療中心官網等。
此外，莆田系还投资了一家P2P借贷平台“医界贷”，为莆田系医院提供资金周转。据医界贷官网显示，有超过50万投资人和26亿元人民币成交额，90%以上的借款人都来自莆田。另外，莆田系医院还以公益基金会名义敛财。其中北京首大耳鼻喉医院也曾假借中国儿童少年基金会名义，开展面向听障儿童的所谓“大型免费公益项目”。但中国儿童少年基金会的工作人员表示，从未与北京首大耳鼻喉医院有过合作。

## 势力范围
莆田系四大家族中，詹国团是陈德良的侄子，控制中国全部的“玛丽医院”、“玛利亚妇产医院”，并拥有中外合资的三甲医院新安国际医院；林志忠家族控制着以“博爱”、“仁爱”、“曙光”、“阿波罗”、“友谊”、“协和”为名的众多民营医院（除公立医院的北京協和、武漢協和外）；陈金秀家族控制了“华夏”、“华康”、“华东”等品牌的民营医院；作为陈德良徒弟之徒弟的黄德锋家族，则掌控着北京天伦不孕不育医院、玛丽妇婴医院、五洲妇儿医院婴医院，以及美联臣医疗美容连锁医院等产业。而莆田系的公司被曝有80多家部隊醫院合作，主要是在婦產科、口腔科等領域。而新希望集团董事长刘永好家族及其关联公司是莆田系医院管理机构华夏医疗的大股东之一。
| 派系及创始人                                   | 下属公司及控股医院 |
| ---------------------------------------------- | --- |
| 詹国团家族                                     | 詹国团：上海衡域实业有限公司、上海新钟广告有限公司、浙江新安国际医院有限公司、浙江新安国际医院 |
| 詹国团家族                                     | 詹玉鹏：坤如玛丽医院集团、黑龙江玛丽亚妇产医院、青岛妇婴医院、青岛玛丽妇产医院、济南乳腺医院、无锡玛丽亚医院、重庆华山中医乳腺病医院、济南坤如玛丽医院、重庆坤如玛丽医院、泉州坤如玛丽医院、天津坤如玛丽医院 |
| 詹国团家族                                     | 詹阳斌：天津华北医院、天津华厦医院、天津丽人女子医院、北京天院、北京俪人女子医院、北京北海医院、上海万众医疗投资股份有限公司、上海万众医院、上海安真医院、上海福华医院、上海玛丽女子医院、温岭和平医院、深圳福华中西医结合医院、黑龙江东北医院等 |
| 詹国团家族                                     | 其他：新加坡中骏医院（投资）集团、上海中骏医学科学研究所、上海澳信医院管理公司 |
| 陈金秀家族                                     | 上海西红柿投资有限公司 |
| 陈金秀家族                                     | 陈金秀：上海市闵行区中医院、苏州东吴医院、成都华美美莱整形医院、泉州华美美莱整形医院、苏州华美美莱整形医院、广州华美美莱整形医院、昆明华美美莱整形医院、重庆华美美莱整形医院、福州华美美莱整形医院、北京华美美莱整形医院、上海华美美莱整形医院、一品健康体检中心、杭州新东方妇产科医院、厦门登特口腔医院 |
| 陈金秀家族                                     | 陈建煌：济南华夏医院、武汉华夏医院、内蒙古天骄医院、北京前海股骨头医院、贵州退休医师医院、荆州华康医院、武汉华美医院、瑞安华东医院、铜仁华夏医院、聊城东昌府三医院 |
| 林志忠 林志程家族                              | 中国博爱企业集团 |
| 林志忠 林志程家族                              | 医网、中华整形网、中华不育网、广州人流网、中华肿瘤网、广州现代医院、广州长安医院、广州益寿医院、惠州仁德妇科医院、广州利德医院、东方俪人医院、番禺玛莉亚肛肠医院、贵阳五官中心、广州圣亚泌尿外科医院、深圳博爱医院、深圳曙光医院、深圳远东妇儿科医院、上海仁爱医院、上海心脏病医院、上海五官科医院 |
| 香港和谐投资集团                               | 贵阳长江医院、贵阳和谐阳光医院、贵阳马王庙医院、安顺阳光妇科医院、毕节现代医院、长沙华夏医院、长沙湘江医院七大医院 |
| 湖南年轮医疗集团                               | 长沙阳光医院、长沙仁爱医院、长沙恒生手外科医院、长沙博大泌尿专科医院、长沙南方骨外科医院 |
| 香港康联（国际）                               | 南昌市第五医院、南昌仁爱女子医院、南昌曙光手足外科医院、南昌佳美美容医院、南昌华山不孕不育医院、南昌博爱泌尿专科医院、南昌东大肛肠专科医院、南昌博大耳鼻咽喉专科医院、上饶东大肛肠专科医院 |
| 江苏盛世同进集团                               | 南京曙光医院、南京江宁博爱医院、南京市江宁区众彩门诊部、南京世纪现代妇产医院 |
| 上海远大医疗集团                               | 上海远大心胸医院、上海仁爱医院、上海天大医疗美容医院、上海沪申五官科医院 |
| 林宗金                                         | 华世伟业集团：宿迁市妇产医院、珠海惠爱医院、温州长征医院、江苏施尔美整形美容医院、南京建国男科医院、深圳仁爱医院、云南玛莉亚医院、杭州玛莉亚妇女医院、上海真爱女子医院、天津怡泰生殖专科医院、无锡嘉仕恒信医院、上海博爱医院、福州鼓楼医院、温州协和医院、宁波博爱医院、昆明西昌路医院、无锡南站医院、泉州南亚华侨医院、湖南二院前列腺专科 |
| 林玉明                                         | 和美医疗（港交所：1509）：天津现代女子医院、威海现代女子医院、山西现代女子医院、临汾现代女子医院、晋城现代女子医院、西安俪人医院、黑龙江和美妇产医院、延吉博生现代妇科医院、包头现代女子妇产医院、广州女子医院、中山现代妇科医院、东莞现代妇科医院、深圳和美妇儿科医院、福州现代妇产医院、舟山现代妇科医院、武汉现代女子妇科医院、长沙现代女子医院、长沙丽人妇产医院、成都丽人女子医院、重庆现代女子医院、重庆都市丽人医院、重庆万州博生医院、重庆万州美妇产医院、涪陵博生和美妇产医院、贵阳现代女子医院、贵阳和美妇产医院 |
| 李金圆                                         | 国丹集团、海南永金制药股份有限公司、深圳仁康医院、深圳罗岗医院、深圳雪象医院、深圳健安医院、上海新虹桥医院、江苏泰州红房子医院、江苏海安华山医院、中山市国丹中医院、顺德阳新侠义道光康复医院、深圳华南妇科医院、深圳国瑞泌尿外科医院、深圳韩美医疗美容医院、深圳市国丹网络科技公司、深圳国丹医疗器械有限公司 |
| 翁国亮                                         | 惠好医药、华夏医疗集团（港交所：8143）、萬嘉集團（港交所：0401）、嘉兴曙光中西医结合医院、上饶协和医院、重庆市爱德华医院、珠海九龙医院、澳美佳女子医院 |
| 郑建发                                         | 龙岩女子医院、安阳协和医院、哈尔滨市生殖保健中心院、北京市慧慈医院、大连长城妇科医院、惠阳女子医院、哈尔滨欧亚男科医院、廊坊万福医院、廊坊世纪协和医院、保定京津医院、保定世纪协和医院、保定长安医院、洛阳牡丹女子医院、平顶山市武警医院、福州左海医院 |
| 黄德锋、黄开飞                                 | 北京五洲投资集团、北京五洲女子医院、呼和浩特五洲女子医院、重庆五洲女子医院、北京圣保罗男子医院、北京东方伟业医院管理有限公司、河北东方中西医结合医院、江苏淮安中山医院、天津怡泰医院、天津乐园医院、北京慧中医院、北京恒安中医院、北京建国医院、北京国际医疗中心、上海邦泰医院投资管理公司、上海九龙男子医院、上海城市女子医院、上海西郊骨科医院、上海真美妇科医院、上海南浦妇科医院；北京天伦不孕不育医院、北京玛丽妇婴医院、青岛曙光男科医院、石家庄美联臣医疗美容医院、北京美联臣医疗美容医院、山东青岛曙光医院、山东淄博金盾医院、广州市江南医院、北京慧中医院、北京阳光丽人妇科医院、北京恒安中医院、北京国际医疗中心、河北东方中西医结合医院、山西阳泉东方生殖医院、江苏淮安中山医院                                         |
| 苏其远、苏其林                                 | 江门玛丽妇科医院、佛山三水女子医院、深圳健丰医院、广州济慈医院、广东民安医院、广州长泰医院、顺德广济中医院、广州健安医院、塘厦康桥医院、东莞常平医院、中山和平中医院、东莞康桥妇科医院、惠州东江泌尿专科医院、深圳龙济医院、东莞乌沙医院、顺德新世纪泌尿医院、东莞万福妇产医院、顺德庄头医院 |
| 卓朝阳                                         | 成都博爱医院、西藏博爱医院、成都安琪儿妇产医院、宁夏妇产医院、成都蜀都乳腺医院、舟山市千岛医院、福州总医院第二附属医院、蚌埠解放军一二三中心医院、解放军第三七一中心医院、乌海现代医院、第三军医大学重庆新桥医院、拉萨北大泌尿生殖医院 |
| 陈金章、陈国兴                                 | 上海美迪亚医院集团：上海虹桥医院、上海健桥医院、上海博爱医院、上海长江医院、杭州虹桥医院、杭州建国医院、杭州天目山医院、宁波虹桥医院、温州建国医院、温州红旗医院、无锡虹桥医院、昆山虹桥医院 |
| 吴美先                                         | 北京祥云医疗集团：北京京城皮肤病医院、河南中都皮肤病医院、唐山京城皮肤病医院、北京京北医院、唐山女子医院、唐山红十字医院、巢湖康平妇产医院、淮北女子医院 |
| 卓国金                                         | 香港瑞恩集团旗下医院：山西民生医院、太原糖尿病专科医院、成都糖尿病专科医院、北京瑞京糖尿病医院、运城禹都人民医院、太原新医医院、太原益民中医院、兰州仁和医院、浙江金华博康生殖医院、成都曙光男科医院 |
| 刘亚勇                                         | 上海永宏投资有限公司：武汉当代佳丽医院、沈阳曙光男科医院、泰州市海陵医院、江西吉安市第二人民医院、武警陕西总队医院、武警吉林总队医院、解放军411医院、解放军534医院、解放军422医院（武警辽宁总队医院）、广州458医院、武警山西总队医院、河南省军区医院、湖北荣军医院 |
| 上海中硕医疗集团                               | 江阴东方女子医院、泰州海陵女子医院、常熟东方妇科医院、宜兴武警医院、杭州萧山九龙男科医院、江阴九龙泌尿外科医院、黑龙江长庚耳鼻喉医院、长春长庚耳鼻喉医院、天津长庚耳鼻喉医院、山西长庚耳鼻喉医院、温州爱尔五官科医院、张家港朝阳五官科医院 |
| 吴鸣                                           | 集美整形集团：郑州集美整形美容医院、青岛集美整形美容医院、济南整形美容医院 |
| 卓国华                                         | 成都玛利亚妇产医院、宁波欧亚男科医院、成都欧亚男科医院、宁波甬城医院、嘉兴博爱医院、北京百子湾和美妇儿医院 |
| 友康集团                                       | 信阳泌尿外科医院、郑州华夏白癜风医院、许昌新时代妇科医院、九江玛丽亚医院、九江新世纪医院、赣州现代泌尿专科医院、漯河东方医院、黄冈泌尿专科医院、萍乡市新世纪泌尿专科医院、莆田丽人妇科医院、萍乡妇科医院 |
| 中健公司                                       | 北京玛丽妇婴医院、济南妇科医院、山东红十字会医院、合肥市中山医院、北京麦瑞骨科医院、济南骨科医院 |
| 深圳中豪医院集团                               | 深圳同仁妇科医院、东莞南华妇科医院、广州花都人爱医院、东莞东方泌尿专科医院、汕头妇产医院 |
| 上海曙光医院集团                               | 上海时光整形外科医院、上海中医药大学附属曙光医院、上海市黄浦区中西医结合医院、安徽省淮北市中医医院、浙江省玉环县中医院、江苏省宜兴市十里牌医院、上海曙康口腔医院、上海市浦东新区传染病医院、浦东肝病专科医院、众仁曙光医疗保健中心、上海市松江区方塔中医医院 |
| 三角洲集团                                     | 深圳凤凰医院、常熟仁爱医院、杭州广仁医院 |
| 香港济丰集团                                   | 洛阳牡丹女子医院、洛阳牡丹妇产医院有限公司、洛阳牡丹妇产医院有限公司月子中心 |
| 香港凤凰国际医疗投资集团                       | 邯郸仁爱妇科医院、许昌凤凰医院、石家庄九州中西医结合皮肤病医院、石家庄港大妇女儿童医院有限公司、石家庄建国中医院、福建普红生物科技有限公司、河北中港家政服务有限公司 |
| 香港康联医疗                                   | 博爱泌尿专科医院 |
| 香港慈济医疗投资集团                           | 南昌仁爱女子医院 |
| 加拿大凤凰医院管理公司                         | 北京健宫医院、大连新世纪医院、吉林创作医院、无锡新区医院、深圳凤凰医院 |
| 阳光医院连锁集团                               | 深圳阳光医院、黑龙江阳光女子医院、重庆阳光医院、上海阳光中医医院、广西阳光医院、四川阳光妇科医院、北京阳光丽人妇科医院、山西新阳光妇科医院、上海阳光中医医院、长春阳光女子医院、长春阳光口腔医院、涡阳阳光医院、芜湖阳光眼科医院、巢湖阳光妇幼医院、淮北阳光心理院、泉州新阳光女子医院、龙岩阳光医院、福清阳光女子医院、四平阳光医院、济南阳光女子医院、青岛新阳光医院、齐河阳光医院、南京阳光肿瘤医院、泗洪阳光儿童医院、昆山阳光医院、顺德阳光康复医院、中山阳光医院、珠海阳光医院、长沙阳光医院、湘潭阳光眼科中心、昆明阳光医院、富源阳光医院、巩义阳光医院、娄底阳光医院、伊犁阳光女子医院、伊宁阳光女子医院、湖州阳光女子医院、桂林阳光医院、武汉阳光女子医院、九江阳光女子医院、万州阳光眼科医院、西安阳光医院、大连阳光医院 |
| 上海盛康医院投资管理有限公司                   | 淮安中山医院、嘉兴曙光中西医结合医院、重庆爱德华医院、上海英港泌尿外科医院、上海阿波罗男子医院、上海玫瑰女子医院、郑州华山医院、盐城协和康复医院、杭州阿波罗男子医院、许昌中山医院 |
| 陈新贤、陈新喜 康新公司 新加坡华康医疗投资集团 | 成都康新妇科医院、上海康新医院、成都康新妇科医院、解放军妇产科中心、武警四川总队医院（解放军372医院）、武警海南总队医院妇科中心、新疆维吾尔自治区人民医院肿瘤中心、黑龙江省武警黄金医院妇科、解放军沈阳463医院、武警北京市总队第二医院、希美整形美容、杭州和睦医院、杭州真爱医院 |
| 上海杰韦克医疗投资公司                         | 潍坊博爱医院、潍坊长安医院潍坊和平医院 |
| 鸿业医疗投资集团                               | 成都济民女子医院、新疆爱德华医院院 |
| 远东国际医疗投资集团                           | 广州远东美容医院、郑州丽天整形医院 |
| 上海常庚医院管理有限公司                       | 上海圣爱医院、苏州圣爱医院、慈溪圣爱医院、上海同德医院、昆明仁爱医院、上海安平医院 |
| 上海满红红医院投资管理公司                     | 合肥九龙男科医院、合肥丹凤朝阳妇科医院、芜湖丹凤朝阳妇科医院 |
| 九州医院投资管理公司                           | 昆明九州医院、玉溪九州医院、曲靖九州医院 |
| 上海恒达医疗投资公司                           | 重庆生殖健康医院、重庆红楼医院、解放军第三十七医院、武警湖南省总队医院、南充解放军51医院、解放军第324医院、解放军478医院妇产中心、涪陵三峡医院 |
| 京洲集团医院投资公司                           | 昆明九州泌尿医院、江东泌尿外科医院、上海九州泌尿医院、上海青城医院、上海博大医院、上海中亚医院 |
| 卓国金                                         | 香港瑞恩集团：山西民生医院、太原糖尿病专科医院、成都糖尿病专科医院、北京瑞京糖尿病医院、运城禹都人民医院、太原新医医院、太原益民中医院、兰州仁和医院、浙江金华博康生殖医院、成都曙光男科医院 |
| 香港亚洲医疗投资集团                           | 遵义女子医院、苏州新医科、淮安生殖医院、重庆红十字会医院、福州东南女子医院 |
| 北京中豪基业医疗投资管理有限公司               | 保定现代女子医院、长治女子医院、淄博女子医院、大同新时代妇科医院、晋城生殖医院、原白癜风医院、保定白癜风医院 |
| 福建誉盛                                       | 莆田盛兴医院、福州福兴妇产医院、福州誉盛医院、南通和美家妇产科医院、南通长城医院、凉山妇产医院、凉山男科医院、莆田中西医肛肠医院 |
| 北京福来康                                     | 广东福康医院、柳州福康医院、湖北黄石福康医院、襄樊市第五人民医院、武汉华仁医院、北京京城皮肤病医院、江门福康医院、肇庆福康医院、湖南郴州福康医院 |
| 太平洋（香港）医院投资管理有限公司             | 重庆星宸美容医院、四川省生殖健康研究中心附属生殖专科医院、东营中西医结合医院、青岛新阳光妇产医院、济南阳光女子医院、长春阳光妇科医院、厦门思明欧菲医疗美容门诊部、杭州萧然女子医院、长春协和妇科医院、中国厦门欧菲恒美颜抗衰老中心、黑龙江维多利亚妇产医院、欧菲医疗美容旗舰院 |

## 逸聞
2016年魏则西事件后，有媒体记者实地探访起源地东庄镇，发现当地却只有卫生所，虽然确实有四大家族几年前所建的别墅，但多数时间闲置无人居住，有关的最多僅是医帮捐款立的寺庙，看不见一家以性病为宣传的民营专科。当地人在接访中也提到，莆田系并不会来此设立经营据点，並直言表示：“我们看病，全是去区上的公立医院。自己人怎么能骗自己人？”